# Les Dégénérés
Pour les articles homonymes, voir Satyricon (homonymie).
Pour plus de détails, voir Fiche technique et Distribution.
Les Dégénérés (Satyricon) est un film italien réalisé par Gian Luigi Polidoro et sorti en 1968. Une adaptation du roman attribué à Pétrone.

## Synopsis
Sous Néron, on suit les aventures lubriques d'un duo masculin accompagné d’un jeune garçon qui se travestit à Rome.

## Fiche technique
- Titre français : Les Dégénérés[1]
- Titre original italien : Satyricon
- Réalisation : Gian Luigi Polidoro
- Scénario : Rodolfo Sonego d'après l'œuvre attribuée à Caius Petronius Arbiter, dit Pétrone
- Décors : Flavio Mogherini
- Costumes : Veniero Colasanti
- Maquillages : Dante Trani
- Coiffures : Galileo Mandini
- Photographie : Benedito Frattari
- Son : Eraldo Giordani, Gianni D’Amico
- Montage : Giancarlo Cappelli
- Musique : Carlo Rustichelli
- Producteur : Alfredo Bini
- Directeur de production : Ferruccio De Martino
- Société de production : Cineriz (Italie)
- Pays de production :  Italie
- Langue originale : italien
- Format : couleur — 35 mm — son monophonique
- Genre : comédie, péplum
- Durée : 120 minutes
- Dates de sortie :
  - Italie : 27 mars 1969
  - France : novembre 1972[1]

## Distribution
- Tina Aumont : Circée
- Don Backy : Encolpe
- Mario Carotenuto : Eumolpe
- Franco Fabrizi : Ascylte
- Graziella Granata : Antonia
- Valérie Lagrange : Tryphène
- Francesco Pau (en) : Giton
- Ugo Tognazzi : Trimalcion

## Production

### Genèse
- Fellini contre Polidoro : deux films donnent à la même époque (1968-1969) des transcriptions radicalement différentes de l'œuvre de Pétrone. Fellini a imposé sa vision très personnelle tandis que Polidoro proposait une illustration plus légère. On peut regretter de ne pas avoir l'alternative du choix puisque United Artists, société coproductrice/distributrice du film de Fellini, acheta le film de Polidoro après sa sortie pour qu'il ne puisse plus concurrencer la version fellinienne[2].
- Les seuls souvenirs que laisse ce film, absent des écrans depuis sa sortie, ce sont ceux d’un procès et d’un scandale. Polidoro avait commencé, quelques mois avant Fellini, le tournage de son adaptation du roman attribué à Pétrone en déposant le premier le titre Satyricon. Attaqué par Fellini, il obtint gain de cause et c’est pourquoi Fellini dut rajouter son nom au titre de sa version. À la suite de ce procès, United Artists déboursa des sommes colossales (plus d’un million de dollars) pour que sa version sorte avant celle de Polidoro[2]. Lorsque le film de Polidoro sortit, quelques scènes jugées obscènes déclenchèrent un vent de scandale qui emporta dans la tourmente son réalisateur et même quelques-uns de ses acteurs…
- Valérie Lagrange[3] : « Je venais de signer un contrat pour tourner un film avec Gian Luigi Polidoro. En même temps que Fellini, il avait eu l’idée de mettre en scène son Satyricon, également inspiré de Pétrone, avec Tina Aumont, Ugo Tognazzi et moi. Lorsque Fellini s’en aperçut, il entra paraît-il dans une rage folle : il tenta de bloquer le titre, mais Polidoro l’avait déposé ; raison pour laquelle celui du génial auteur de Huit et demi s’intitule Fellini Satyricon… […] J’ai dû tourner pendant trois semaines, j’avais un rôle important, je me souviens d’une scène sur un bateau qui était censé couler, et qui avait été reconstitué en studio sur des vérins. Je devais sortir de mes « appartements », affolée, et à ce moment-là des machinos qui étaient dans les cintres me jetaient cent litres d’eau sur la tête. Entre chaque prise, il fallait me sécher, me remaquiller, une horreur. Et là, j’ai eu cette vision de moi, avec ma perruque, mes faux cils, tout ce maquillage, et les autres qui me renversaient cette eau… Je me suis dit : Quel est le sens de tout ça, qu’est-ce que je fais là ? »[4]

### Musique du film
La BO du film a été éditée en 33 tours 30 cm en 1984 par Cinevox Record (CIA 5049, distribution Disques Ricordi). Liste des titres :
1. Satyricon
2. Minuetto flautato
3. Qualche ora romantica
4. Quant'abbondanza c'é
5. Saltellato
6. Risveglio di primavera
7. Ricerca degli spazi
8. Isola incantata
9. Erotycon
10. Prima del giorno
11. Trimalcione
12. Notte araba
13. Fiori di mandorlo
14. Blues antico
15. Gloria al sole
16. Arcipelago